# Mario Van Peebles
Mario Van Peebles, właśc. Mario Cain Van Peebles (ur. 15 stycznia 1957 w Meksyku) – amerykański aktor, reżyser, producent filmowy, scenarzysta, model i piosenkarz, doktor literatury.

## Życiorys

### Wczesne lata
Urodził się i dorastał w Meksyku jako jedno z trojga dzieci Marii Marx, niemieckiej fotograf, i Melvina Van Peeblesa, scenarzysty, reżysera i aktora. Wychowywał się wraz z siostrą Megan i bratem Maxem. W 1965 rodzina przeprowadziła się do Stanów Zjednoczonych.

### Kariera
Mając czternaście lat pojawił się po raz pierwszy na kinowym ekranie w kontrowersyjnym dramacie sensacyjnym swojego ojca Sweet Sweetback’s Baadasssss Song (1971), a także w telewizyjnym dramacie kryminalnym CBS Crosscurrent (1971) z Robertem Wagnerem.
Po ukończeniu Saint Thomas More School w Connecticut w 1974 i wydziału ekonomii na Uniwersytecie Columbia na nowojorskim Manhattanie w 1978, podjął pracę w finansach, wymianie artykułów spożywczych na Wall Street i przez dwa lata zajmował się analizą budżetu nowojorskiego burmistrza Edwarda Irvinga Kocha (1978–1989).
We wczesnych latach 80. dorabiał jako model dla agencji Ford Models. Uczył się aktorstwa pod kierunkiem Stelli Adler i występowała w kilku produkcjach off-off-Broadwayowskich. W 1984 zagrał na scenie Broadwayu w sztuce Waltz of the Stork.
Po udziale w operze mydlanej ABC Tylko jedno życie (One Life to Live, 1982–1983) jako Doc Gilmore, pojawił się w sensacyjnym dramacie kryminalnym Exterminator 2 (1984) jako mesjanistyczny przywódca gangu, kryminalnym dramacie muzycznym Francisa Forda Coppoli Cotton Club (The Cotton Club, 1984) jako tancerz z Richardem Gere’em, Diane Lane i Laurence’em Fishburne’em, komedii Delivery Boys (1985), dramacie sensacyjnym South Bronx Heroes (1985), dramacie Rappin' (1985), gdzie wykonał piosenkę Two of a Kind oraz telewizyjnym dramacie CBS Children of the Night (1985).
Przełomem w karierze była kreacja wokalisty rockowego wychowywanego w bezwzględny sposób na komandosa w impertynenckiej piechocie morskiej w dramacie wojennym Clinta Eastwooda Wzgórze złamanych serc (Heartbreak Ridge, 1986), za którą otrzymał NAACP Image Awards w kategorii wybitny aktor drugoplanowy. W filmie wykonuje także skomponowaną przez siebie piosenkę „I Love You But I Ain’t Stupid”.
Pojawiał się w także serialach: NBC Prawnicy z Miasta Aniołów (L.A. Law, 1986), 20th Century Fox 21 Jump Street (1987, 1989–1990), NBC Sonny Spoon (1988) jako detektyw. W listopadzie 1988 trafił na okładkę magazynu „Essence”. W 1991 został wybrany przez magazyn „People” jako jeden z 50 najpiękniejszych ludzi na świecie.
Debiutował jako reżyser jednego z odcinków serialu CBS Cwaniak (Wiseguy, 1989) i 21 Jump Street (1989), a potem zrealizował dreszczowiec New Jack City (1991) z Wesleyem Snipesem. Dwa lata później odniósł sukces westernem Posse – opowieść o Jessie Lee (Posse, 1993), nominowanym do NAACP Image Awards, gdzie jako przywódca czarnych buntowników, charyzmatyczny rewolwerowiec Jesse Lee staje przed dylematem: czy wybrać drogę dochodzenia swoich praw jak Malcolm X czy środkami pokojowymi jak Martin Luther King. Za realizację dramatu politycznego Czarne Pantery (Panther, 1995) na Międzynarodowym Festiwalu Filmowym w Locarno zdobył Srebrnego Leopadra i Nagrodę Jury Ekumenicznego – Wyróżnienie Specjalne. W 1999 był brany pod uwagę do roli detektywa Odafina Tutuoli w serialu Prawo i porządek: sekcja specjalna, którą ostatecznie otrzymał Ice-T. Za realizację dramatu biograficznego Baadasssss! (2003) był nominowany do Independent Spirit Awards w kategorii najlepszy reżyser, najlepszy scenariusz i najlepszy film pełnometrażowy. 

## Życie prywatne
Zawarł związek małżeński z Chitrą Sukhu. Ma pięcioro dzieci: trzech synów – Marleya (ur. 1988), Mandelę Mali (ur. 4 czerwca 1994), który przyjął imię po Nelsonie Mandeli, i Makaylo oraz dwie córki – Mayę (ur. 14 listopada 1992) i Morganę (ur. 6 grudnia 1997).

## Filmografia

### Filmy
- 1971: Sweet Sweetback’s Baadasssss Song jako Kid
- 1971: Crosscurrent jako Raphael
- 1984: Tępiciel 2 (Exterminator 2) jako X
- 1984: Cotton Club (The Cotton Club) jako tancerz
- 1985: Delivery Boys jako Spider
- 1985: South Bronx Heroes
- 1985: Rappin' jako John Hood
- 1985: Children of the Night jako Roy Spanish
- 1986: Wzgórze złamanych serc (Heartbreak Ridge) jako kapral „Stitch” Jones
- 1986: 3:15 – godzina kobry (3:15) jako świadek
- 1986: Last Resort jako Pino
- 1987: Hotshot jako Winston
- 1987: Szczęki 4: Zemsta (Jaws: The Revenge) jako Jake
- 1989: Identity Crisis jako Chilly D
- 1990: Blue Bayou (TV) jako Jay Filley
- 1991: New Jack City jako Stone
- 1991: Triumf serca (Triumph of the Heart: The Ricky Bell Story, TV) jako Ricky Bell
- 1992: Uliczna wojna (In the Line of Duty: Street War, TV) jako Raymond Williamson
- 1993: Pełne zaćmienie (Full Eclipse, TV) jako Max Dire
- 1993: Posse – opowieść o Jessie Lee (Posse) jako Jesse Lee
- 1994: Nieśmiertelny III: Czarnoksiężnik (Highlander: The Final Dimension) jako Kane (czarnoksiężnik)
- 1994: Rewolwerowcy (Gunmen) jako Cole Parker
- 1995: Czarne Pantery (Panther)
- 1996: Solo jako Solo
- 1996: Gang w błękitnych mundurach (Gang in Blue, TV) jako Michael Rhoades
- 1997: Wariaci (Los Locos) jako Chance
- 1997: Wieczór kawalerski (Stag, TV) jako Michael Barnes
- 1997: Los Angeles w ogniu (Riot, TV) jako Turner
- 1997: Crazy Six jako Dirty Mao
- 1998: Rodzina Flory (Mama Flora's Family, TV) jako Luke
- 1998: Zabójcy w naszym domu (Killers in the House, TV) jako Rodney Sawyer
- 1998: Zabójcza miłość (Love Kills) jako Poe Finklestein
- 1998: Sprawa Valentine’a (Valentine’s Day, TV) jako Jack Valentine
- 1999: Czuły punkt (Raw Nerve) jako detektyw Blair Valdez
- 1999: Dzień sądu ostatecznego (Judgment Day) jako Payne
- 2000: Amerykański skandal (Sally Hemings: An American Scandal, TV) jako James Hemings
- 2000: Powstały z martwych (Blowback) jako inspektor Don Morrell
- 2001: Strażnik (Guardian) jako detektyw John Kross
- 2001: Ali jako Malcolm X
- 2002: Zawodowi bagażowi (10,000 Black Men Named George) (TV) jako Ashley Totten
- 2003: 44 minuty: Strzelanina w północnym Hollywood (44 Minutes: The North Hollywood Shoot-Out, TV) jako Henry Jones
- 2003: The Hebrew Hammer jako Muhammad Ali
- 2003: Gang of Roses jako Jessie Lee
- 2005: Życie Carlita – Początek (Carlito's Way: Rise to Power) jako Earl
- 2006: Pieskie szczęście (Hard Luck) jako kapitan Davis
- 2007: Snajper: Ostatnie zlecenie (Sharpshooter, TV) jako Flick
- 2010: Across the Line: The Exodus of Charlie Wright jako agent Hobbs
- 2011: All Things Fall Apart jako Eric
- 2012: We the Party jako dr Sutton
- 2012: Ostatnia misja USS Iowa (American Warships) jako kapitan James Winston
- 2014: Dobosz 2: W nowym rytmie (Drumline: A New Beat, TV) jako dr Chalmus Bolton
- 2014: Czerwone niebo (Red Sky) jako Jason Cutter
- 2014: Na ratunek kumplowi (Mantervention) jako Steve / Tyra Sperry
- 2014: Submerged
- 2016: Ostatnia misja USS Indianapolis (USS Indianapolis: Men of Courage) − reżyseria
- 2020: Porwany / W potrzasku (Seized) jako Mzamo

### Seriale TV
- 1982–1983: Tylko jedno życie (One Life to Live) jako Doc Gilmore
- 1985: Bill Cosby Show (The Cosby Show) jako Garvin
- 1986: Prawnicy z Miasta Aniołów (L.A. Law) jako Andrew Taylor
- 1988: Sonny Spoon jako Sonny Spoon
- 1989: 21 Jump Street jako Dana
- 1997: Po tamtej stronie (The Outer Limits) jako kpt. William Clark
- 2000–2001: Brutalne przebudzenie (Rude Awakening) jako Marcus Adams
- 2007: Prawo i bezprawie (Law & Order) jako Carsley
- 2007–2009: Układy (Damages) jako agent Randall Harrison
- 2008: Wszystkie moje dzieci (All My Children) jako Samuel Woods
- 2011: Zasady gry (The Game) jako Bo
- 2011: Hellcats jako Michael Verdura
- 2012: The Finder jako Fontana
- 2014–2015: Nashville jako Henry Benton
- 2014–2015: Bloodline jako prokurator
- 2017–2018: Superstition jako Isaac Hastings
- 2018: Z Nation jako Cooper
- 2018: Iluzja (Deception) jako Bruce Conners
- 2018: Blindspot: Mapa zbrodni (Blindspot) jako Frank Davenport
- 2019: The Village jako Andre
- 2019: Imperium (Empire) jako wujek Ray
- 2021: A Million Little Things jako Ronald